# リベットの定理
リベットの定理（リベットのていり、Ribet's theorem）とは、モジュラー形式に関連するガロア表現の性質に関する定理である。ケン・リベットによって1986年に証明されるまではイプシロン予想（epsilon conjecture、ε-conjecture）とも呼ばれていた。谷山・志村予想とイプシロン予想からフェルマー予想（フェルマーの最終定理）が導かれるため、リベットによる証明はフェルマー予想の解決にとっても重要な一歩であった。
数学的な用語では、リベットの定理は、楕円曲線に関連するガロア表現が特定の性質を持つ場合、その曲線はモジュラーではあり得ない（同じ表現を生じさせるモジュラー形式が存在し得ないという意味で）ことを示す。

## 主張
f を Γ0 (qN) に関する重さ2の新形式 (newform)  – ここでレベル qN について q は N を割らない – で付随する 2-次元絶対既約 mod p Galois 表現 ρf,p は qで不分岐（q ≠ p）かつ q = pで有限平坦とする。
リベットの定理は、このときレベル N 重さ2の新形式g が存在して、{\displaystyle \rho _{f,p}\simeq \rho _{g,p}}が成り立つことを主張するものである。
特に E が {\displaystyle \mathbb {Q} } 上の楕円曲線で導手 qN なら、谷山・志村予想によりレベル qN 重さ2の新形式 f であって付随する 2次元 mod p Galois 表現 ρf, p が E の2次元 mod p Galois 表現 ρE, p と同型になるものが取れる。
ここで ρE, p にリベットの定理を適用したいが、そのためには ρE, p の既約性と分岐性を調べる必要がある。テイト曲線の理論を使えば、ρE, p が q ≠ p で不分岐であり、qが極小判別式を割る場合 q = p において有限平坦であることを示せる。よってリベットの定理が使え、レベルN重さ2の新形式 g であって ρg, p ≈ ρE, p であるものの存在が示せる。

## レベル下げ
リベットの定理は、導手 qN の楕円曲線 E に対して ρE, p ≈ ρE' , p となるようなレベル N の 楕円曲線 E' が存在することを保証しない。 レベル N の新形式 g は有理数でない フーリエ係数を持つ可能性があるため、付随する アーベル多様体は一般に楕円曲線とは限らない。 たとえば、クレモナ データベースの楕円曲線 4171a1 は次の方程式で与えられる。
{\displaystyle E:y^{2}+xy+y=x^{3}-663204x+206441595}
ここで導手 43 × 97 、判別式 437 × 973 である。これを使用すると、mod 7で  導手 97の楕円曲線にレベル下げすることは出来ない. むしろ、mod p ガロア表現はレベル 97 の 非有理新形式 g' の mod p のガロア表現と同型です。
ただし、レベルを下げた新形式のレベル N に比べて十分に大きい p の場合、有理新形式 (楕円曲線など) は別の有理新形式 (楕円曲線など) に下がります。 特に {\textstyle p\gg N^{N^{1+\varepsilon }}}の場合、mod p 有理新形式のガロア表現は、レベル N の非有理新形式と同型ではない。
同様に、Frey-Mazur 予想は、十分に大きい p (導手 N から独立) に対して、楕円曲線は次のように予測します。 同型 なmod p ガロア表現は実際には isogenous であるため、同じ導手を持ちます。 したがって、有理新形式間の非自明なレベル下げは、大きな p (p > 17) では発生すると予測されません。

## 歴史
Yves Hellegouarch（フランス語版）は学位論文の中で、フェルマー方程式の解（a、b、c）を別の数学的対象である楕円曲線に関連付けるというアイデアを生み出した。 pが奇素数で、a、b、cが以下のような正整数である場合、以下のようになる。
{\displaystyle a^{p}+b^{p}=c^{p},}
であるとき、対応するフライ曲線は次式で与えられる代数曲線である。
{\displaystyle y^{2}=x(x-a^{p})(x+b^{p}).}
これは{\displaystyle \mathbb {Q} }上で定義される種数1の非特異代数曲線であり、その射影閉包は{\displaystyle \mathbb {Q} }上の楕円曲線である。
1982年にゲルハルト・フライが同じ曲線の珍しい性質に注目し、現在ではフライ曲線と呼ばれている。これは、FLTの反例がモジュラーでない曲線を作ることを示し、フェルマーと谷山の架け橋となった。 この予想は、フライが谷山・志村予想がFLTを含意することを示唆したときに大きな関心を集めた． しかし、彼の議論は完全ではなかった。これは谷山・志村予想の半安定の場合の証明がFLTを暗示することを示した。 Serreは完全な証明を提供せず、欠落したビットはε予想またはε-予想として知られるようになった。 1986年の夏、ケン・リベットがε予想を証明し、それによってモジュラー性定理がFLTを含意することが証明された。
名前の由来は「谷山・志村予想＋ε ⇒ フェルマー最終定理」のεの部分から。

## 「谷山・志村予想＋ε ⇒ フェルマー最終定理」の導出
指数 p ≥ 5 のフェルマー方程式にゼロ以外の整数 解a, b, cがあると仮定します。 対応する Frey 曲線 Eap,bp,cpは 極小判別式 が 2−8 (abc)2pに等しい楕円曲線です。 その導手 N は abc の 根基、つまり、abc を割るすべての異なる素数の積である。 方程式 ap + bp = cp の基本的な考察 で、a, b, c のいずれかが偶数であること、従ってNも偶数であることがわかる。 谷山・志村予想によれば、E はモジュラー楕円曲線です。 N の a, b, c を割るすべての奇素数は p  べき 乗に現れるため、 リベットの定理を繰り返し用いれば導手からすべての奇素数を取り除ける。 しかし、モジュラー曲線 X0(2) の種数が 0 であるため、レベル 2 の新形式は存在しないため矛盾 (レベル N の新形式は X0(N) の微分形式）。

## 参考資料
- Kenneth Ribet, From the Taniyama-Shimura conjecture to Fermat's last theorem. Annales de la faculté des sciences de Toulouse Sér. 5, 11 no. 1 (1990), p. 116–139.
- Andrew Wiles (May 1995). “Modular elliptic curves and Fermat's Last Theorem”. Annals of Mathematics 141 (3):  443–551. doi:10.2307/2118559. JSTOR 2118559.
- Richard Taylor and Andrew Wiles (May 1995). “Ring-theoretic properties of certain Hecke algebras”. Annals of Mathematics 141 (3):  553–572. doi:10.2307/2118560. ISSN 0003-486X. JSTOR 2118560. OCLC 37032255. Zbl 0823.11030.
- Frey Curve and Ribet's Theorem